# Bernard Meizoz

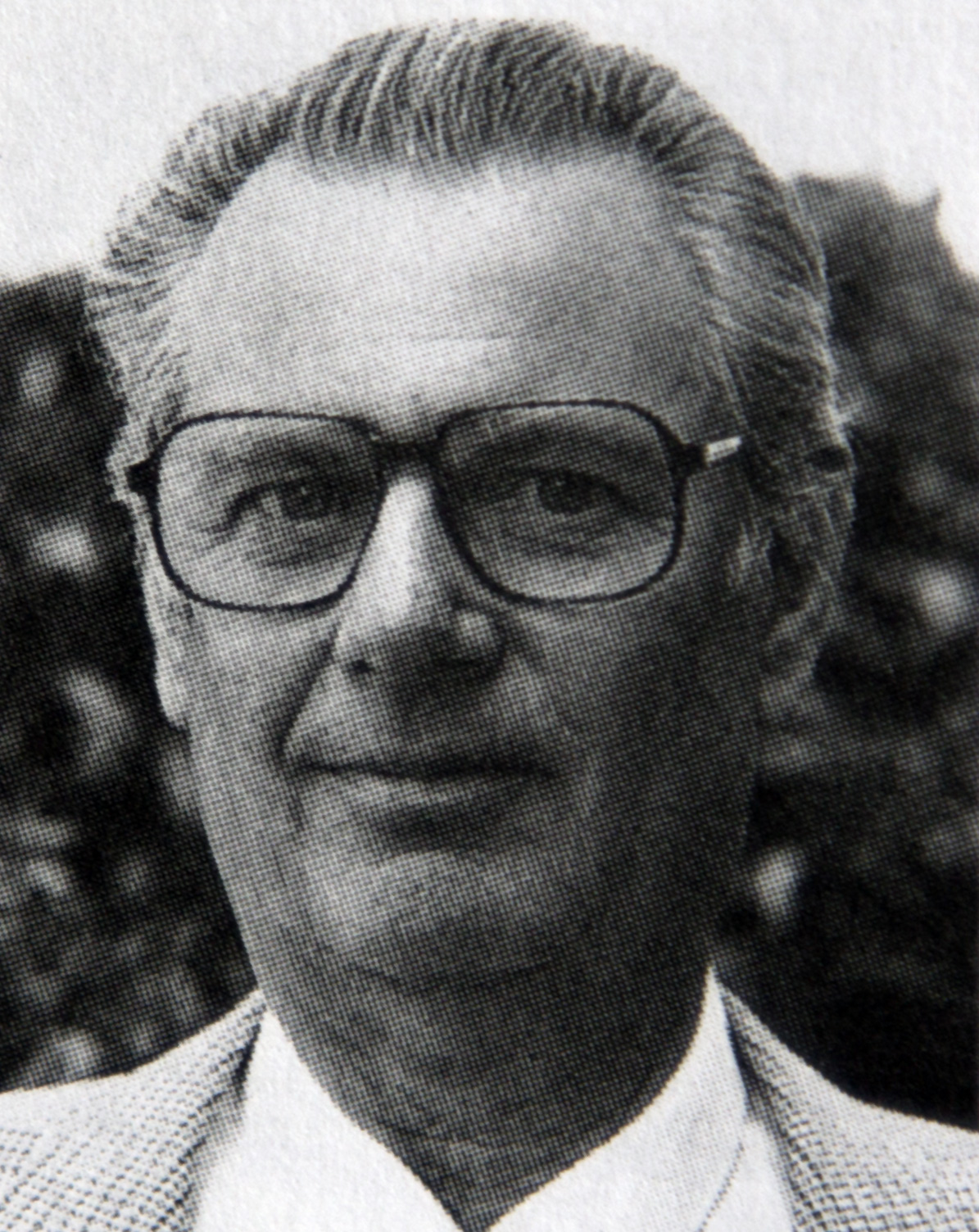
Bernard Meizoz

Bernard Meizoz (* 13. Februar 1927 in Vernayaz; † 13. Februar 2011 in Lausanne; heimatberechtigt in Riddes) war ein Schweizer Politiker.

## Leben
Meizoz besuchte in Saint-Maurice und Sitten das Kollegium. Ab 1945 war er PTT-Beamter, von 1969 bis 1971 Postverwalter und von 1968 bis 1999 Präsident der Lausanner Wohnbaugenossenschaft. Zudem präsidierte von 1991 bis 1997 die Stiftung Pro Habitat Lausanne und von 1991 bis 1999 der Logis Suisse (Romand) SA sowie war er von 1967 bis 1995 Aufsichtsrat des Crédit foncier vaudois.
Von 1953 bis 1969 sass Meizoz für die sozialdemokratische Partei im Gemeinderat von Lausanne und von 1957 bis 1977 im Waadtländer Grossrat. 
Bei der Schweizer Parlamentswahlen 1971 wurde er in den Nationalrat gewählt, dem er bis 1991 angehörte.
Meizoz lancierte im Jahr 1976 den ersten parlamentarischen Vorstoss für ein Moratorium im Atomkraftwerkbau.